# Who Killed Amanda Palmer
Who Killed Amanda Palmer – pierwszy solowy album artystki (zobacz biografia: Amanda Palmer), wokalistki, pianistki oraz tekściarki i kompozytorki w "punkowym Brechtowskim kabarecie" The Dresden Dolls.
W większości album nagrany został w Nashville, we współpracy z Ben Folds, a został wydany pod nakładem Roadrunner Records (wówczas mającym również prawa do twórczości The Dresden Dolls). Tytuł albumu nawiązuje do serialu w reżyserii Lyncha Miasteczko Twin Peaks, którego fabuła toczy się wokół tajemniczej śmierci bohaterki Laury Palmer.
W niektórych utworach, gdzie Folds gra na perkusji i klawiszach, udzieliła się również założycielka grupy Rasputina, Zoë Keating, grając na wiolonczeli.
Pracę nad albumem Amanda Palmer rozpoczęła się jeszcze w 2007 roku.

## Historie piosenek
- "Ampersand" był już grany na koncertach The Dresden Dolls tuż po wydaniu ich albumu Yes, Virginia...
- "The Point of It All" zagrany został wiele razy podczas solowych występów Amandy Palmer na festiwalu filmowym The Dresden Dolls "Fuck the Back Row" w 2007. Wówczas zagrała ona również "Night Reconnaissance", pomimo że fani spodziewali się jedynie utworów solowych.
- "Blake Says" był dostępny w Internecie już od 2004 roku, ponieważ Palmer zagrała to podczas występpu w Cambrigde. Wcześniej, choć nie ma nagrań sprzed 2004, Amanda Palmer często wykonywała ten utwór od 2001 roku.
- "Straight", który został nagrany w trakcie sesji do "Who Killed Amanda Palmer", choć nie pojawił się na albumie, wcześniej nosił roboczy tytuł "Hey Bitch".
- Na koncie MySpace Amandy Palmer, na listach zagranych utworów podczas koncertów z letniej trasy 2007 znaleźć można: "Another Year", "Runs in the Family", "Guitar Hero", "Blake Says", "Ampersand", "Astronaut" oraz "Leeds United".
- "Have to Drive" sporadycznie wykonywany był od 2005 roku na koncertach The Dresden Dolls.
- Najwcześniejsza wersja utworu "Astronaut" ukończona została 15 października 2006 pod szyldem Crystal Ballroom.
- "Runs in the Family" napisany został w tym samym okresie co "Girl Anachronism" i wykonywano go aż do momentu rozwiązania zespołu.
- Pierwsza wersja "Guitar Hero" ukończona została pod koniec 2006 roku.
- Melodia do "Another Year" została Amandzie podsunięta przez Cormaca Bride'a w 2005, co przyznała na nagraniu z bostońskiego występu z 20 lipca 2005.

## Lista utworów
Lista utworów została potwierdzona przez Amandę 6 czerwca 2008 w wywiadzie dla e-zinu TheMagazine, kiedy to pewna liczba kopii została już wysłana dla europejskiej prasy.
Who Killed Amanda Palmer
| 1.  | Astronaut: A Short History of Nearly Nothing                                                      | 4:37    |
|     | - ft. Zoë Keating and Ben Folds                                                                   |         |
| 2.  | Runs in the Family                                                                                | 2:59    |
|     | - ft. Ben Folds                                                                                   |         |
| 3.  | Ampersand                                                                                         | 5:59    |
|     | - strings arranged by Paul Buckmaster                                                             |         |
| 4.  | Leeds United                                                                                      | 4:55    |
|     | - ft. the Born Again Horny Men of Edinburgh                                                       |         |
| 5.  | Blake Says                                                                                        | 4:43    |
|     | - ft. Zoë Keating and Ben Folds                                                                   |         |
| 6.  | Strength Through Music                                                                            | 3:29    |
|     | - ft. Strindberg and Ben Folds                                                                    |         |
| 7.  | Guitar Hero                                                                                       | 4:48    |
|     | - ft. East Bay Ray and Ben Folds                                                                  |         |
| 8.  | Have to Drive                                                                                     | 5:50    |
|     | - ft. the Via Interficere Choir of Nashville and Jack Palmer, strings arranged by Paul Buckmaster |         |
| 9.  | What’s the Use of Wond'rin?                                                                       | 2:50    |
|     | - ft. Annie Clark of St. Vincent; from Rodgers and Hammerstein's Carousel                         |         |
| 10. | Oasis                                                                                             | 2:57    |
|     | - ft. Ben Folds and Jared Reynolds                                                                |         |
| 11. | The Point of It All                                                                               | 5:35    |
|     | - strings arranged by Paul Buckmaster                                                             |         |
| 12. | Another Year: A Short History of Almost Something                                                 | 6:03    |
|     | - strings arranged by Paul Buckmaster                                                             |         |
| 13. | Straight                                                                                          | 5:13    |
|     | - Amazon MP3/iTunes Exclusive                                                                     |         |
| 14. | Leeds United                                                                                      | 4:33    |
|     | - Lounge Version; Amazon MP3/iTunes Exclusive                                                     |         |
| 15. | Guitar Hero                                                                                       | 5:22    |
|     | - Alternate Version; Amazon MP3/iTunes Exclusive                                                  |         |
|     |                                                                                                   | 1:09:53 |
|     |                                                                                                   |         |
Utwór "I Google You" (napisany we współpracy z Neilem Gaimanem), dostępny był w przedpremierowym zamówieniu.
Who Killed Amanda Palmer – Alternatywna tracklista:
| 1.  | 1.1.94                          | 4:37    |
|     |                                 |         |
| 2.  | The Point of It All             | 5:33    |
|     |                                 |         |
| 3.  | Night Reconnaissance            | 4:19    |
|     |                                 |         |
| 4.  | Runs In the Family              | 4:06    |
|     |                                 |         |
| 5.  | Blake Says                      | 4:55    |
|     |                                 |         |
| 6.  | Strength Through Music          | 2:37    |
|     |                                 |         |
| 7.  | Guitar Hero                     | 5:21    |
|     |                                 |         |
| 8.  | Boyfriend In a Coma             | 2:56    |
|     |                                 |         |
| 9.  | Oasis                           | 2:14    |
|     |                                 |         |
| 10. | You May Kiss the Bride          | 4:00    |
|     |                                 |         |
| 11. | I Will Follow You Into the Dark | 4:58    |
|     |                                 |         |
| 12. | Ampersand                       | 5:59    |
|     |                                 |         |
| 13. | Straight                        | 5:15    |
|     | - with Strings                  |         |
| 14. | Astronaut                       | 4:40    |
|     |                                 |         |
| 15. | Have to Drive                   | 5:16    |
|     |                                 |         |
|     |                                 | 1:06:46 |
|     |                                 |         |

## Ekipa wykonująca
- Amanda Palmer – wokal, pianino, produkcja, Wurlitzer omni 3000 (elektryczne pianino Wurlitzer), czelesta, wibrafon, klaskanie
- Ben Folds – produkcja, perkusja, syntezatory, pianino, wokalne tło
- Zoë Keating – wiolonczela (1, 5)
- East Bay Ray – gitara (7)
- Annie Clark – wokal, wirtualny kurant (9)
- Paul Buckmaster – aranżacje (3, 8, 12)

- David Davidson – skrzypce (1, 2, 5)
- John Catchings – wiolonczela (2)
- Allan Ferguson – instrumenty basowe (4)
- Jamie Graham – perkusja (4)
- Josh Coppersmith-Heaven – saksofon (4)
- Tim Lane – puzon (4)
- Andy Moore – trąbka (4)
- Sam Bass – wiolonczela (7)
- Jared Reynolds  – bas (10), tylne wokale (10)
- Chór (8)
  - Carey Kotsionis, Carmella Ramsey, Donald Schroader, George Daeger, Jack Palmer, Jared Reynolds, Kate York, Leigh Nash, Sam Smith
- Tim Smolens  – dodatkowe nagrania (1)
- Joe Costa – inżynieria (2, 5, 6, 7, 10), miksowanie (1, 2, 4, 6, 10)
- Justin Phelps  – inżynieria (3, 7, 8, 11, 12)
- Steven Watkins – inżynieria (4)
- Jason Lehning – dodatkowe nagrania (4)
- Leslie Richter  – inżynieria (5)
- Laura Dean – inżynieria (7, 8), klaskanie (8)
- Henry Hirsch  – inżynieria (9)
- Bram Tobey – asystent inżyniera (9)
- Alan Bezozi – produkcja (9)